# Radio Santiago
Radio Santiago es una estación radial chilena ubicada en la frecuencia 690 kHz del dial AM en Santiago de Chile y que inició sus transmisiones el 25 de julio de 1950.

## Historia
Radio Santiago es la sucesora de Radio Antártica, antigua emisora que se ubicaba en la frecuencia 700 del dial santiaguino, y de Radio Santa Lucía, que ocupaba la misma frecuencia. Por un defecto en la precisión de los kilociclos en su emisión, el 10 de marzo de 1964 la señal se distorsionó hacia el 690 kHz, frecuencia que Radio Santiago presenta hasta el día de hoy.
A lo largo de su historia, varias personalidades han trabajado en Radio Santiago: Mario Pesce, Armando Araya Silva, Gerardo Bastidas, Agustín "Cucho" Fernández Barros, Carlos Alfonso Hidalgo Osorio, Patricio Esquivel Lobos, Gina Zuanic, Sergio Vega Cortés, César Vergara, César Aguilera, Luis Rodríguez Araya, Caco Blaya, Jorge Dahm, Luis "Chino" Urquidi, Justo Camacho, Hernán Millas, Ramón Ángel Gotor, Enrique Klapp, Manuel Enrique Thompson, Ricardo Calderón, Edmundo Soto, Víctor Eduardo Alonso, Jorge Castro de la Barra, Arnoldo Hernández, Francisco Villagrán, Sebastián Saldaña, Héctor Rolla, Rodrigo Lara, Lorena Ardura, Verónica Ruz, Richard Honour, José Vergara Fernández, Mauricio Barrientos, Senén Conejeros, Sergio Riesenberg, Manuel Antonio Larraín, Carlos Jimeno Silva, Alberto Quintano, Sergio Planells Castillo, José "Pepe" Ormazábal, Igor Ochoa, Héctor Hoffens, Daniel Pérez Pavez, Pedro Soto Vera, Ramón Reyes Arancibia, Pedro Muñoz, Carlos Efraín Matta, Daniel Castro, José Antonio Arellano, Anselmo Torres, Juan Luis Díaz, Marco Barrera, Dr. Oscar López Sandoval, Orlando Escárate, Claudio Gómez Mella, Sandrino Castec, Benjamín Benzaquén, Mario Gómez López, Raúl González Alfaro, Monserrat Álvarez, Juan La Rivera, Julio Bustos Mandiola, Ricardo Israel, Pilar Cox, Carlos Varela Constanzo, Juan Carlos Carabantes, Héctor "Tito" Awad, Luis Santibáñez, Patricia Aguilar, Michael Boys, Manuel Figueroa Soljan, Esteban Lob Levi, Carlos Alberto Bravo, Edgardo Marín, Juan Manuel Ramírez Barrenechea, Luis Rojas Gallardo, Claudia López, Juan Manuel Sepúlveda, Sergio Cárdenas, Jorge Salas, Zulma, Anita Odone, Luis Alberto Leiva, Juan Andrés Moya, Andrés Hunneus, Rolando de Lara, Richard Jiménez, Rodrigo Fuenzalida, Enrique Gutiérrez, Emilio Rojas Gómez, Néstor Larré, Tatiana Aguilar, Andrés Solar, Gerardo Ayala Pizarro, Eduardo "Ítalo" Mella, Juan Hernán Antivil, Sergio Antonio Jerez, Patricio Silva Gangas, Antonio Bilbao Hormaeche, Mario Solís Cid, Claudio Garcés, Luis Antonio Gamboa, Carlos Sapag, Andrés Huerta, Banyeliz Muñoz, Moisés Moya, Cristián Cavieres Armijo, María José García, Rodolfo Thiede, Jacqueline Dufourcq, Romina Martínez, Bruno Sampieri, Carlos Zárate, Humberto Campodónico, Adolfo Valenzuela, Oscar Hernán Guzmán, Cristián Soto, Enrique Gandásegui, Rocío Ayala, Jonathan Arancibia Pérez, Leo Brante, Carlos Fernández, Cristián Bustos Patiño, Cristián Urbina, Guillermo "Memo del Gol" Santibáñez, Raúl Meléndez, Sergio Amigo, Rodrigo Palma, Felipe Aguilar, Luis Fredes, Andrés Mejías, Rodrigo Oliva, entre otros.
Uno de los referentes más importantes de Radio Santiago fue La Sintonía Azul, programa deportivo creado por el actual director y dueño de la emisora, el periodista, exdiputado (1998-2006) y exintendente de Antofagasta durante el primer gobierno de Sebastián Piñera (2013-2014), Waldo Mora Longa. 
Como empresario radial, Waldo Mora Longa también fue dueño y director de Radio Continente, en el que Radio Santiago era componente principal. Esta emisora fue cerrada en 1998.
Sus estudios se encuentran en calle Triana 868, Providencia, Santiago.